# Trypauchen vagina

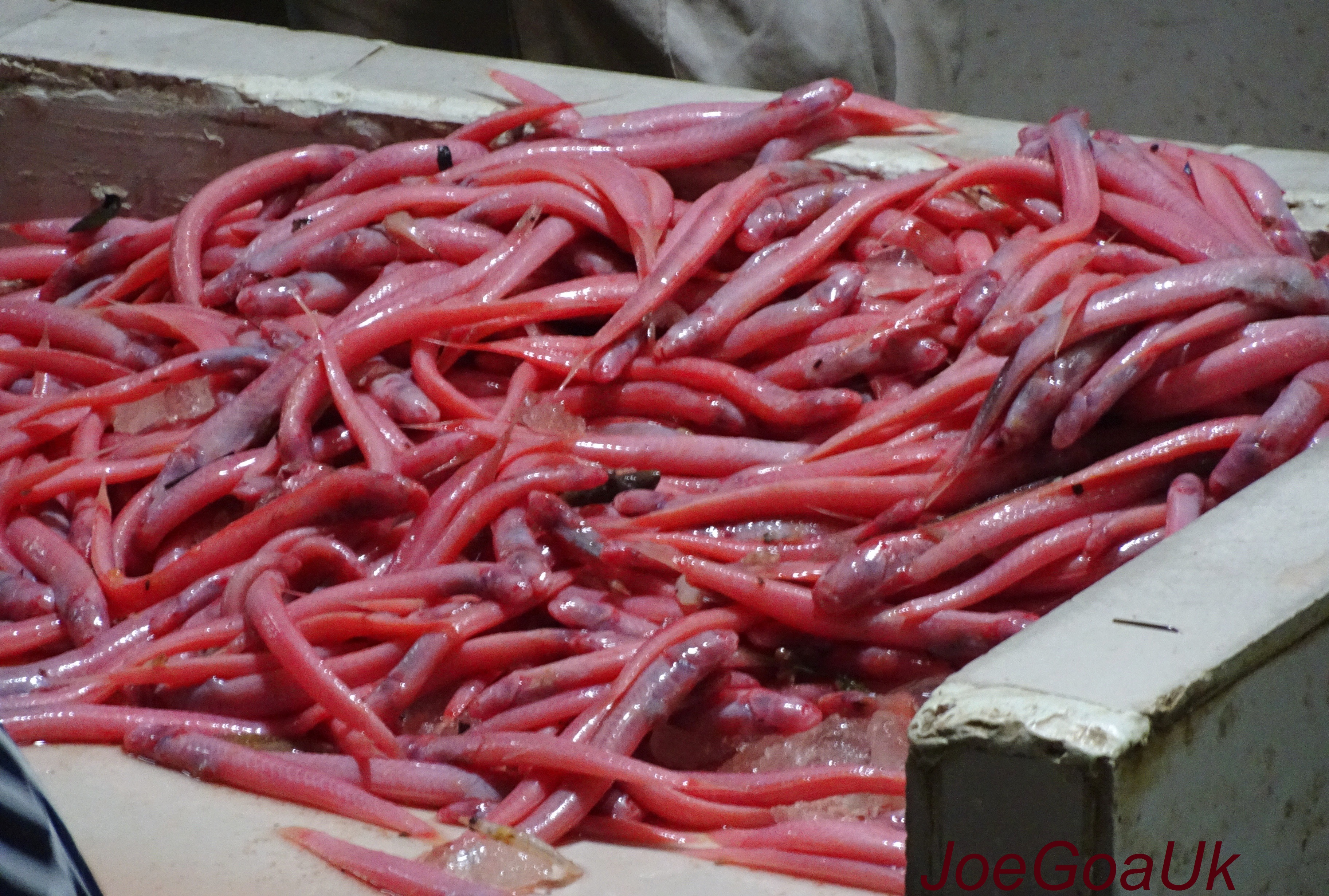
Esemplari in vendita in un mercato di Goa (India)

Trypauchen vagina (Bloch e Schneider, 1801) è un pesce osseo marino e d'acqua salmastra appartenente alla famiglia Gobiidae.

## Distribuzione e habitat
L'areale di questa specie comprende parti dell'Indo-Pacifico: dal golfo Persico e l'India a ovest alla Malaysia e alla Cina e le Filippine a est. Segnalazioni dalla Nuova Caledonia e dal Sudafrica sono dubbie. Ci sono due segnalazioni per il mar Mediterraneo orientale, una in acque turche e una in Israele; l'origine di queste presenze è incerta visto che la specie non è data come presente nel mar Rosso e quindi la migrazione lessepsiana è improbabile e potrebbe trattarsi di una involontaria introduzione a causa del traffico marittimo.
È un pesce bentonico che vive su fondi fangosi dove vive infossato in una tana scavata nel sedimento. È particolarmente comune negli estuari e nel tratto terminale dei fiumi dove si risente l'influsso della marea. È generalmente una specie di acque poco profonde, la cattura in acque israeliane però è avvenuta a circa 90 metri.

## Descrizione
L'aspetto di questo pesce si discosta nettamente da quello degli altri gobidi mediterranei e da quello dei Gobiidae in generale. Il corpo è infatti molto allungato, quasi anguilliforme e compresso lateralmente posteriormente alla testa. Le pinne dorsale, caudale e pinna anale sono unite in una pinna mediana unica come negli anguilliformi. Le pinne dorsali sono in realtà due ma sono unite da una membrana e danno l'illusione di essere una sola. Le pinne pettorali hanno forma a mezzaluna; le pinne ventrali sono unite in una ventosa a forma di imbuto. Gli occhi sono molto piccoli e coperti dalla pelle. La bocca è piuttosto ampia, leggermente obliqua, armata di denti caniniformi lunghi e incurvati. Nella parte superiore dell'opercolo branchiale è presente una piccola apertura ovale. Il corpo è ricoperto di minute scaglie. La colorazione è da rosso a rosa porpora sul corpo e sulle pinne pettorali, le altre pinne sono incolori o biancastre.
La taglia massima nota è di 22 cm.

## Biologia

### Comportamento
Specie sedentaria, non si allontana mai molto dal suo nascondiglio.

### Alimentazione
Si nutre di invertebrati bentonici, soprattutto crostacei.

### Predatori
La letteratura riporta come suoi predatori Johnius dussumieri, Otolithes cuvieri, Platycephalus indicus e Harpadon nehereus.

## Pesca
Non è oggetto di pesca specifica ma si può talvolta trovare sui mercati ittici. Nel Mediterraneo non ha nessuna importanza per la pesca.

## Conservazione
Si tratta di una specie comune. La Lista rossa IUCN non valuta questa specie.